# سه‌شنبه اعتراف

سه‌شنبه اعتراف روز قبل از چهارشنبه خاکستر، اولین روز چله روزه است. سه شنبه اعتراف به عید پاک پیوسته‌است زین رو تاریخش هر ساله عوض می‌شود.